# Kirstjen Nielsen
Kirstjen Nielsen (ur. 14 maja 1972 w Clearwater) – amerykańska polityk, w latach 2017–2019 sekretarz bezpieczeństwa krajowego Stanów Zjednoczonych w Gabinecie Donalda Trumpa

## Życiorys
Nielsen ukończyła z tytułem Bachelor of Science w Georgetown School of Foreign Service. W 1999 r. uzyskała tytuł doktora nauk prawnych na University of Virginia School of Law.
Nielsen służyła w administracji George’a W. Busha jako specjalny asystent prezydenta i jako starszy dyrektor ds. Zapobiegania, gotowości i reakcji w Radzie Bezpieczeństwa Wewnętrznego Białego Domu. Pracowała również jako Administrator Administracji Bezpieczeństwa Transportu Urzędu ds. Polityki Legislacyjnej i Spraw Rządowych.
Przed podjęciem pracy w administracji Trumpa była starszą członkinią Komitetu Resilience Task Force w Komitecie Centrum Cyber i Bezpieczeństwa Wewnętrznego na Uniwersytecie George’a Washingtona i zasiadała w Komitecie Doradczym ds. Raportu Globalnego Ryzyka Światowego Forum Ekonomicznego.
Nielsen wcześniej pełniła funkcję szefa sztabu Johna F. Kelly’ego w Departamencie Bezpieczeństwa Wewnętrznego. Nieformalnie pełniła rolę Zastępcy Szefa Sztabu Białego Domu, ponieważ John F. Kelly przejął urzędowanie szefa sztabu Białego Domu w dniu 31 lipca 2017 r. Kiedy to Elaine Duke została sekretarzem Departamentu Bezpieczeństwa Krajowego.
11 października 2017 prezydent Donald Trump mianował Nielsen na nowego sekretarza bezpieczeństwa krajowego Stanów Zjednoczonych, zastępując pełniącą obowiązki Elaine Duke. 5 grudnia 2017 r. Senat zaakceptował jej nominację. 6 grudnia 2017 została zaprzysiężona na sekretarza bezpieczeństwa krajowego i urząd ten pełniła do kwietnia 2019.